# 시마다 모토타로
시마다 모토타로(島田元太郎, Петр Николаевич Симада Мототаро, 1870년~1945년)는 일본의 가라유키상 상인 및 위안소 경영자이다. 일본 나가사키현에서 출생하여 조선 평양에서 사망하였다.

## 개요
1886년 7월 21일경 아무르강 하류 니콜라예프스크 나 아무레(니항 = Nikolaevsk-on-Amur)시로 이주했다. 그리고 형식적으로 정교회 신앙으로 개종하고 정교회 이름과 애칭인 '표트르 니콜라예비치'를 사용했다.
러시아 적백내전 시기 일본군이 시베리아를 침략할 때 맹활약하였으며, 사할린주 주도 니콜라예프스크(니항) 일대의 일본인 거류민회 회장이었고, 시베리아에 진출한 일본의 최고위급 밀정이었다.
일본에서 성매매업소를 가르키는 가라유키상 상인이었고, 조선인 기생들도 위안부로 활용했던 일본인이다.
일본 제국 성장기 인신매매 성매매업(일명 가라유키상), 광산업, 석유개발업 등으로 일본 경제발전에 기여하였고, 천황에게서 수차례 훈장을 수여받았다.

## 생애
1870년 일본 나가사키현에서 출생 ~ 1945년경 조선 평양에서 사망.
어린 나이에 시베리아에 진출해 러시아어를 배우고 무역에 종사하기 시작했다.
1920년경 러시아 극동 사할린 주의 대표적인 일본인 기업가(Торговый дом Симада П. Н.), 성매매업 종사자(일명 : 위안소 운영, 가라유키상 Караюки-Сан 상인), 니콜라예프스크 사건(니항사건) 관련 사진에 맨 먼저 등장하는 무역 회사 시마다 상회의 소유자였으며 조선인 노동자와 가라유키상을 활용하기도 했다.

## 1900년대 초 일본인들의사할린섬과 연해주 진출을 이끈 사람중 한명
1918년 일본의 시베리아와 사할린섬 침략 시기 시베리아와 몽골 일대의 일본인 밀정 수는 대략 4천여명에 이르렀다고 하며 이것은 일본 군대내의 정보원과 일본인 민간인(상인) 밀정 등을 모두 합한 수로 볼 수 있다.
시마다는 일본 해군 고위층의 지원으로 동시베리아 사할린주 일대에서는 일본인중에서 최대 규모의 무역회사와 시베리아에 출정한 일본군들을 위한 성매매업소(일명 :위안소)를 경영했다.

러시아 적백내전 무렵 만주와 시베리아에서 맹활약한 배정자와 마찬가지로 일본군의 시베리아 출정을 위해 엄청난 맹활약을 하였으며, 조선인 노예 노동자를 적극 활용했던 사람중 한명이다.
주로 일본, 사할린섬, 아무르강 하류의 사할린주, 연해주, 조선 평안도, 경남 진해, 니콜라예프스크-나-아무레시 등에서 상업에 종사하였으며
1919년에는 니콜라예프스크-나-아무레에서 화폐로 활용된 돈까지 발행했다.
1920년 초 발생한 니콜라예프스크 사건(일명 : 니항사건)에서 재산을 잃었고, 니콜라예프스크와 일본 본토에 일본군 충혼탑, 니항사건 순난자비(尼港事件 殉難者碑) 건립과 일본, 조선, 시베리아에서 니항사건 초혼제 행사를 주도하였고
니항사건에서 생환한 생환자들에 대한 보상 소송에도 앞장섰다.

### 조선인 여성들에 대한 인신매매
동아일보  1924. 09. 02.자 2면을 보면 북화태(북 사할린섬)로 남용석 등의 인신매매 상인에 의해 최근 팔려간 여성이 4명이고, 북화태로 팔려간 조선인 여성만 이미 30여명으로 일본인 가라유키상 상인, 조선인 인신매매상에 의해 조선인 여자가 악마의 밥이 되었다고 보도하고 있다.  조선인 여성들이 팔려간 북화태 아항은 오늘날의 사할린 섬 북부의 알렉산드라프스크 항구이며, 일본군이 1918~1925년 시베리아 침략 무렵 무력으로 점령하였고, 석탄생산지와 어업항으로 현재까지 유명하다. 
일제시대 사할린섬 북부의 오하는 지표면에서 석유를 생산할 수 있었던 곳으로 유명하였다.

## 석유개발, 금광 사업 실패
1922년 일본군이 점령한 북위 50도 이상 북사할린섬에서 석유 개발업도 하였으나, 1925년 일본군의 북사할린섬 철수 후 조선 평안도 일대에서 광산업을 하였다.
조선 평안도에서의 광산업은 신통치 않았고,
평소 잘하던 가라유키상 성매매업은 만주사변, 지나사변, 대동아전쟁 등 일본군의 잦은 전쟁으로 괜찮았다고 한다.
<사진 : 일제시대 무렵 성매매업소 모습>
1945년 소련군이 평안도 평양에 들어올 무렵 소식이 끊어졌으며, 고령으로 인해 일본으로 귀국하지 못하고 사망한 것으로 추정된다.
일본 역사학계에서 일본의 시베리아, 사할린, 연해주 진출과 한국의 가라유키상 성매매업소와 관련되어 자주 인용되며,
세계적으로 상당한 인지도를 가지고 있다.
시마다 모토타로와 협력했던 다나카 고타로(해군), 사이토 마코토 등은 해군 고위 장성, 조선 총독, 일본 수상까지 지낸 한국역사와 일본 역사에서 상당히 알려진 인물이다.
즉, 한국 근현대사에서 중요하게 다루는 인물들이다.
또 일본, 미국, 러시아 등의 각종 백과사전과 국사편찬위원회 한국사데이터베이스에서도 시마다 모토타로의 사진과 상점 사진은 쉽게 발견된다.
|  |  |  |  |  |

## 같이 보기
- 가라유키상
- 인신매매
- 사할린
- 배정자 : 러시아 적백내전 무렵 만주, 시베리아에서 밀정활동, 태평양전쟁 당시 위안부를 이끌고 황군을 위문함
- 이시다 토라마츠 : 니콜라예프스크 일본 영사관의 영사대리 부영사
- 이시카와 세이가 : 니콜라예프스 항구를 점령한 일본군 육군 대대장
- 만주사변
- 정신대
- 종군 위안부
- 평양기생 : 시마다가 위안부로 활용하기도 함
- 위안부
- 위안소
- 유곽
- 사이토 마코토 : 일본 해군출신 거물 정치인으로 조선 총독, 일본 수상 역임
- 다나카 고타로 (해군 군인)(田中耕太郎 (海軍軍人)) : 1868년생으로 시마다 모토타로의 후원자이며 일본해군 고위 장성 역임
- 진계량
- 다나카 기이치
- 남용석 : 일제시대 인신매매 상인
- 바실리 박 : 니항 조선인 민회 주무

## 참고문헌
- 반병률 , 한국독립운동사편찬위원회 , 독립기념관 한국독립운동사연구소, 『한국독립운동의 역사 49, 1920년대 전반 만주·러시아지역 항일무장투쟁』, 독립기념관 한국독립운동사연구소, 2009, 23~26
- 박경리, 토지중 니항사변 부분 : 박일리야가 대규모 민간인 학살을 했다고 주장함
- 이오키 료조(五百木良三)『尼港問題を通して 所謂時代精神の暴露』純労倶楽部、大正9年（国立国会図書館デジタルコレクション）
- 아나톨리 야코블레비치 구트만(일명 '굿맨') = A.Ya.Gutman著 Ella Lury Wiswell英訳 『THE DESTRCTION OF NIKOLAEVSK-ON-AMUR An Episode in the Russian Civil War in the Far East, 1920』Limestone Press、1993年 ISBN 0919642357
- 아나톨리 야코블레비치 구트만(일명 '굿맨')アナトリイ・ヤコフレビッチ・グートマン（A.Ya.Gutman）著　エラ・リューリ・ウィスウェル（Ella.Lury.Wiswell）米訳　齊藤学和訳『ニコラエフスクの破壊 ＝尼港事件総括報告書＝』（原題:Gibel Nikolaevska-na-Amure　米題:THE DESTRCTION OF NIKOLAEVSK-ON-AMUR） ユーラシア貨幣歴史研究所、2001年
- 존 J 스테판(Stephan, John J). The Russian Far East : A History (Stanford : Stanford University Press, 1994
- 『薩哈嗹州内占領ノ件』。ウィキソースより閲覧。
- 하라 테루유키 = Hara, Teruyuki. Niko Jiken no Shomondai (Problems in the Incident at Nikolaevsk-na-Amure) // Roshiashi Kekyuu, 1975, No. 23.
- 하라 테루유키 = 原暉之「「尼港事件」の諸問題」、『ロシア史研究』23 （1975年）pp.2-17、NAID 110001365635
- 하라 테루유키 = 原暉之『シベリア出兵 : 革命と干渉1917-1922』筑摩書房、1989年
- В. Г. スモリャーク著、藤本和貴夫訳「ニコラエフスク事件」、『ロシア史研究』45（1987年）pp. 61-70、NAID 110001365266
- 外務省編『日本外交文書　大正9年』第一冊下巻 「14尼港事件及樺太内必要地点ノ一時占領ニ関スル件」（外務省外交史料館 日本外交文書デジタルアーカイブ）
- 参謀本部編『大正七年及至十一年西伯利出兵史』新時代社、1972年（参謀本部印刷所 大正13年印刷の復刻）
- 香月鍈一『西伯利出兵史要』財団法人偕行社、大正14年（ 国立国会図書館デジタルコレクション）
- 憲兵司令部編『西伯利出兵 憲兵史』国書刊行会、昭和51年復刻
- 井竿富雄「初期シベリア出兵の研究」九州大学出版会、2003年 ISBN 978-4-87378-772-5
- 井竿富雄「尼港事件と日本社会、一九二〇年」、『山口県立大学学術情報』2（2009年）NAID 110007057358
- 井竿富雄「尼港事件・オホーツク事件損害に対する再救恤、一九二六年」、『山口県立大学学術情報』3（2010年）NAID 110007522679
- 小林啓治『総力戦とデモクラシー　第一次世界大戦・シベリア干渉戦争』吉川弘文館、2008年
- 伊藤秀一「ニコラエフスク事件と中国砲艦」、『ロシア史研究』23 （1975年）pp. 18-32、NAID 110001365636
- 陳抜談、陳鐸記、伊藤秀一和訳「ニコラエフスクの回想』ロシア史研究23 （1975年）pp. 32-36、NAID 110001365637
- 佐々木春隆『朝鮮戦争前史としての韓国独立運動の研究』国書刊行会、1985年4月20日。NDLJP:12173181。
- 溝口白羊『国辱記』日本評論社出版部、大正9年
- 溝口白羊『校訂 国辱記』日本評論社出版部、大正10年
- 堀江則雄『極東共和国の夢』未来社、1999年 ISBN 978-4-624-11174-8
- 石塚経二『尼港事件秘録　アムールのささやき』千軒社、昭和47年
- 『中央公論 七月号』中央公論社、大正9年
- 『調査彙纂 第3巻 第2号』北海道拓殖銀行、大正9年（国立国会図書館デジタルコレクション）
- 니항 일본인 거류민회 회장 시마다 모토타로(島田元太郎 : Симада Мототаро Петр Николаевич), 니항사변 회고 자료(尼港在住の実業家で日本軍への協力者). 니항사건 이후 순난자비 건립 및 가라유키상 유곽 운영
- 이시다 토라마츠 영사대리 부영사 石田虎松(Исида Торамац) ＜尼港事件のときの尼港副領事＞관련 기사
- Hosoya Chihiro(1920년생~2011년 사망), “ORIGIN OF THE SIBERIAN INTERVENTION, 1917—1918.” / The Annals of the Hitotsubashi Academy, vol. 9, no. 1, 1958, pp. 91–108. // JSTOR. (дата обращения 21.03.21)
- 독립운동가를 탄압한 만주의 친일파 ‘셰묘노프’의 활약상을 기술한 Борисов Б. Дальний Восток : атаман Г. М. Семенов и его борьба за освобождение России от большевиков. — Вена, 1921. 62쪽.
- 에치(В. Эч), <사라진 도시(Исчезнувший город)>, 블라디보스토크, 1920. 70쪽. 일본군 점령지를 방문해 볼셰비키의 만행을 세계에 폭로
- 이르쿠츠크파 문건「재로고려혁명군대연혁(在魯高麗革命軍隊沿革)」 (1922년경, 고려대 아세아문제연구소 발행, 「한국공산주의운동사」 자료편2, 1980) 및 (국사편찬위원회 한국사데이터베이스 국외항일운동자료 일본외무성기록, 在露 反日鮮人團體 機密文書 送付에 관한 件)
- (친일파) 예밀야노프(К. А. Емельянов), <지옥의 사람들> (A.Y.구트만과 라비치의 백파군대 소설에도 자주 등장함)
- (만주의 친일파, 미국 이주) 라비치(Яков Львович Лович), <적(Враги) : 소설 이름임>, 가공의 인물을 통해 만주·연해주·사할린주에서의 백파군대와 일본군의 활약상을 기술하고 볼셰비키의 만행을 폭로
- 강동진, 「일본근대사」, 한길사, 1985 (※ 일본군 북사할린섬 점령선언을 1920년 7월로 기재. 북사할린섬 공격은 1920년 4월부터 시작되었고 파르티잔 토벌후 1920년 7월 점령을 선언한 것임. 점령선언과 공격은 다른 것임)
- 김홍일, 「대륙의 분노 노병의 회상기」, 문조사, 1972 (니항사건을 일제의 터무니 없는 생떼라고 주장)